# Aeropuerto de Santa Elena de Uairén
El Aeropuerto Internacional de Santa Elena de Uairén (en portugués: Aeroporto de Santa Elena de Uairén) es el tercer aeropuerto en importancia del estado Bolívar en Venezuela y se ubica en Santa Elena de Uairén, en el corazón del municipio Gran Sabana, sirviendo a Santa Elena de Uairén, Pacaraima (Brasil) y las comunidades indígenas y mineras de la zona. Moviliza un promedio mensual de 1.100 personas (12.180 anuales) en vuelos regionales comerciales y turísticos. Posee servicios comerciales básicos de banco, restaurante, centro de comunicaciones, venta de souvenirs, y recibe vuelos desde Ciudad Guayana, Canaima, Ciudad Bolívar y Caracas. Fue reinaugurado el 29 de abril de 2009.
La aeronave comercial de mayor envergadura que puede operar en este aeropuerto de Categoría Tres (3) es el Boeing 727-200 o modelos más modernos y adecuados al flujo de pasajeros como el Bombardier CRJ700.

## Aerolínea y destinos
| Destinos por aerolínea                | Destinos por aerolínea |
| Aerolíneas                            | Ciudades |
| ------------------------------------- | --- |
| Conviasa 2 destinos                   | Nacional (1): Canaima (Inicia el 15 de agosto de 2025) / Caracas (Planes de inicio) / Ciudad Guayana (Inicia el 15 de agosto de 2025) |
| Total: 2 destino, 1 país, 1 aerolínea | |

## Destinos Nacionales
| Ciudades                   | Nombre del aeropuerto                               | Aerolíneas                             |
| -------------------------- | --------------------------------------------------- | -------------------------------------- |
| Bolívar - Canaima          | Aeropuerto Parque Nacional Canaima                  | Conviasa (Inicia 15 de agosto de 2025) |
| Bolívar - Ciudad Guayana   | Aeropuerto Internacional Manuel Carlos Piar         | Conviasa (Inicia 15 de agosto de 2025) |
| Distrito Capital - Caracas | Aeropuerto Internacional de Maiquetía Simón Bolívar | Conviasa (Planes de inicio)            |